# Valle de San Bernardino (Arizona)
El Valle de San Bernardino en Arizona es un valle de 40 mi (64 km) de norte-este por suroeste en el extremo sureste del condado de Cochise en Arizona.
El límite norte del valles se une hacia el noroeste con el valle de San Simón, ambos confluyen hacia el condado de Hidalgo en Nuevo México. El valle es una fosa tectónica asimétrica.
El valle limita el sureste de la Sierra de Chiricahua; el valle de San Simón lo hace por el noreste. El valle de San Bernardino hace límites con la Sierra de Peloncillo en el condado de Hidalgo en Nuevo México por el este, y la pequeña sierra de Guadalupe por el sur. Hacia el sur limita con Sonora, México y la región norteña de la Sierra del Tigre. Hacia el noroeste el valle de San Bernardinao limita a la Sierra de Chiricahua, Sierra Pedregos y la Sierra de Perilla.
En el extremo sur del valle, al norte de Douglas en Arizona y Agua Prieta en México se localiza el refugio de vida salvaje nacional de San Bernardino.